# Janko Bubalo
Janko Nikola Bubalo (Turčinovići, 31. siječnja 1913. – Široki Brijeg, 27. veljače, 1997.) bio je hrvatski katolički svećenik iz reda franjevaca i pjesnik.

## Životopis
Osnovnu je školu pohađao u Lištici, a srednju školu u Širokom Brijegu. U Franjevački red stupio je 1932. godine. Studij filozofije i teologije započeo je u Mostaru, a završio je u Wroclawu. Za svećenika je zaređen 1938. godine. Kao župni pomoćnik i župnik službovao je u Ljubuškom (do 1941.), Rasnu (do 1943.), Vitini (do 1950.), a zatim u Čerinu do 1981., kada se vraća u samostan na Humcu.
Godine 1987. primljen je u Društvo književnika Hrvatske. Pisao je pod pseudonimima Nislav Š. B., J. Bunislav, Fra Spiridion, N. Vranjić, fra I. Tratnik i J(anko) Trtalski, J. B. i L. M.

## Djela
- „Koraci od jučer” (Zagreb, 1973.)
- „Na rubu ništavila” (Duvno, 1973.)
- „U nedogled okrenut” (Split, 1974.)
- „Između sna i zastava” (Zagreb, 1975.)
- „Raspon trenutka” (Duvno—Zagreb, 1976.)
- „Prema sidrištu” (Zagreb—Duvno, 1977.)
- „Gorko Drvo” (Split—Duvno, 1979.)
- „Blagoslov darivanja” (Zagreb—Mostar, 1983.)
- „Tisuću susreta s Gospom u Međugorju” (Jelsa, 1985.)
- „Svjedočanstva – Međugorje blagoslovljena zemlja” (suautori A. i G. Girard; Jelsa, 1986.)[1]

### Članci
- Nikić, Andrija. 1989. Bubalo, Janko. Hrvatski biografski leksikon. Zagreb.  journal zahtijeva |journal= (pomoć)